# Мотли Крю
„Мотлей Кру“ (Mötley Crüe) е хевиметъл група, сформирана от Ники Сикс и Томи Лий през 1981 година в Лос Анджелис, Калифорния, САЩ.
Групата е една от най-продаваните за всички времена с над 100 млн. продадени албума по целия свят, включително 25 млн. в САЩ.

## История

### Ранни години (1981 – 1983)
В търсене на членове за попълване на състава си, основателите на групата скоро се запознават с китариста Мик Марс (Робърт Дийл), който по-късно дава и предложение за вокалист на бандата – Винс Нийл. След нежелание от негова страна да се присъедини към състава, все пак е склонен да участва в него. За име на групата е предложено „Motley Crew”, но Нийл решава да бъде изписано с умлаут, като то става „Mötley Crüe“. И така през ноември 1981 година излиза и дебютният им албум със заглавие „Too Fast for Love“ (1981), който бързо е продаден в 20 000 копия, и допринася за подписването на договор с Elektra Records, под чиято шапка записват и следващия си албум – „Shout at the Devil“ от 1983 г. Той става платинен, но възходът на групата е временно затъмнен от нещастен инцидент.

### Международна слава (1984 – 1991)
Вокалистът на групата извършва тежка катастрофа, под влияние на алкохол, в която умира неговият приятел Николас Дингли от Hanoi Rocks. Нийл е лишен от свобода за 30 дни (от които излежава 18), осъден е на общественополезен труд и плаща огромно обезщетение. По това време излиза и третият албум на групата – Theatre of Pain (1985), с който те се превръщат в звезди. От същата тава е и първият им хит, пробил в Топ 40 – кавърът на Браунсвил Стейшън Smokin' In the Boys' Room.
През 1986 г. Томи Лий се жени за актрисата Хедър Локлиър. Излиза и поредният албум – „Girls, Girls, Girls“ (1987). На 23 декември 1987 г. Ники Сикс предозира с хероин и е обявен за мъртъв на път за болницата, но парамедикът, който е и фен на бандата го връща към живота. Всички европейски дати са отменени. Двете минути на смърт водят до създаването на песента „Kickstart My Heart“, която заема 16-о място в Mainstream U.S. класацията. През 1988 г. и четиримата музиканти се подлагат на лечение от наркозависимост.
Година по-късно, вече „чисти“, те се завръщат с новия си албум „Dr. Feelgood“ (1989), който е и единственият, стигнал до номер 1 в класациите в САЩ. Номиниран е за любим хардрок/метъл албум, но губи от „Appetite for Destruction“ на Guns N' Roses. Все пак на следващата година печели в конкуренцията на „Pump“ на Aerosmith и „Flesh & Blood“ на Poison.
През 1991 г. излиза компилацията Decade of Decadence, която заема второ място в класациите.

### Край на златните години (1992 – 2003)
През февруари 1992 г. Винс Нийл изненадващо напуска бандата, напук на очакванията за нов албум във времената, когато глем метъл сцената (Ratt, Stryper, White Lion, Winger, Europe, Britny Fox) също се разпада поради възхода на грънджа. Спекулира се дали Нийл сам е напуснал или е бил изгонен от бандата. Самият той твърди, че е бил изритан. Неговото място заема Джон Кораби, с чието участие излиза и едноименният шести албум през 1994 г. Класиран е на 7-о място в Билборд Топ 10, но е далеч от комерсиалните успехи следвали групата в предишното десетилетие. Кораби е на мнение, че трябва да работят с Нийл, защото е гласът на групата, като това води и до неговото уволнение през 1996 г. След година, през 1997 г. бандата отново е заедно в оригиналния си състав, за записването на седмата си тава – Generation Swine. Тук музикантите се сблъскват със следващия си провал, което е причина да напуснат настоящата си звукозаписна компания Elektra Records и да създадат своя собствена – Mötley Records.
През 1999 г. вследствие на неразбирателство с фронтмена Винс Нийл, барабанистът Томи Лий напуска групата. Той се отдава на собствения си проект Methods Of Mayhem, с който издава и дебютния си албум същата година. На негово място към групата се присъединява Ранди Кастильо, който преди това работи с Ози Озбърн. На 11 юли 2000 г. на бял свят излиза „New Tattoo“, осмият поред студиен албум. Поредното разочарование за групата и публиката – продадени са по-малко от 200 000 бройки. Поради заболяването на Кастильо и невъзможността да пътува с бандата, Саманта Малоуни го замества. Ранди губи битката с рака на 26 март 2002 г. и групата излиза в дълга почивка.

### Събиране и нови успехи (2004 – 2007)
През 2005 г. Мотлей Кру отново се събират в оригиналния си състав с ново турне – Reunion Tour. Това е и прелюдия към компилацията Red, White & Crüe, която включва любими песни от предишни албуми както и три нови – „If I Die Tomorrow“, „Sick Love Song“ и кавър на класиката на The Rolling Stones „Street Fighting Man“. През 2006 г. групата участва на Route of All Evil Tour заедно с Aerosmith. През юни 2007 г. бандата заминава на малко европейско турне. По това време Нийл, Марс и Сикс завеждат дело срещу мениджъра на Лий, заради участието му в две неуспешни телевизионни шоута, които според тях уронват имиджа на групата.

### Saints of Los Angeles (2008 – 2010)
Новия им девети студиен албум, Saints of Los Angeles излиза на музикалния пазар в САЩ на 24 юни 2008 г. Първоначалното му име е The Dirt, базирано на автобиографията на групата. През лятото на същата година, групата организира фестивала Crüe Fest. В него участие взимат още Buckcherry, Papa Roach, Trapt и популярния проект на Ники Сикс Sixx:A.M.
Групата прави гост участие в сериала Кости на 14 май 2009 г. в последен епизод от сезона. Самия епизод се казва „The End in the Beginning“, на името на песен от албума Dr. Feelgood. От юли до септември 2009 г. се провежда Crüe Fest 2. Този път участват Godsmack, Theory of a Deadman, Drowning Pool и Charm City Devils. Групата свири песни от албума Saints of Los Angeles, както и целия Dr. Feelgood, в чест на 20-годишнината от неговото излизане. Бандата е и хедлайнър на Ozzfest 2010 заедно с Ози Озбърн и Роб Халфорд.

### Последно турне и оттегляне (2011 – 2015)
През 2011 г. е организирано лятно турне по случай 30 години Мотлей Кру, участват още Poison и специалните гости New York Dolls. През март 2012 г. групата е на турне с Kiss. На 16 юли 2012 г. излиза новата песен „Sex“. През февруари 2013 г. е обявено най-голямото канадско турне с дати и в САЩ, което започва веднага след друго такова в Австралия. По това време плъзват слухове, че членовете на бандата обсъждат да се оттеглят и кога точно да се случи това.
На 28 януари 2014 г. на пресконференция в Beacher's Madhouse Theater, Холивуд, Калифорния са разкрити всички детайли за оттеглянето, както и предхождащо го северноамериканско турне със 70 дати и специален гост Алис Купър. Членовете на групата също така подписват споразумение, което им забранява да изпълняват под името Mötley Crüe след края на 2015 г.
По време на турнето издават нов сингъл, „All Bad Things“. На 22 ноември 2014 г. в Спокейн, щата Вашингтон е последния концерт от първия етап от северноамериканското турне. На 15 януари 2015 г. е съобщено, че групата ще се оттегли след участията си в Япония, Австралия, Бразилия и Европа. На 19 септември 2015 г., бандата свири на главната сцена на фестивала Рок в Рио.
Последният концерт на групата е проведен на 31 декември 2015 г. в Staples Center, Лос Анджелис.

## Състав
| Последни членове - Мик Марс – китара, беквокали (1981 – 2015) - Ники Сикс – бас, беквокали (1981 – 2015) - Томи Лий – барабани, пиано, беквокали (1981 – 1999; 2004 – 2015) - Винс Нийл – вокали, китара, хармоника (1981 – 1992; 1996 – 2015) |  | Предишни членове - Джон Кораби – вокали, китара, пиано (1992 – 1996) - Ранди Кастильо – барабани (1999 – 2000) |

## Дискография
| - Too Fast for Love (1981) - Shout at the Devil (1983) - Theatre of Pain (1985) - Girls, Girls, Girls (1987) - Dr. Feelgood (1989) - Mötley Crüe (1994) - Generation Swine (1997) - New Tattoo (2000) - Saints of Los Angeles (2008) - Raw Tracks (1988) - Quaternary (1994) - Decade of Decadence (1991) - Greatest Hits (1998) (1998) - Supersonic and Demonic Relics (1999) - The Millennium Collection: The Best of Mötley Crüe (2003) - Red, White & Crüe (2005) - Greatest Hits (2009) (2009) - Live: Entertainment or Death (1999) - Carnival of Sins Live (2006) - Music to Crash Your Car to: Vol. 1 (2003) - Music to Crash Your Car to: Vol. 2 (2004) - Loud as F@*k (2004) | - Live Wire (1981) - Shout at the Devil (1983) - Looks That Kill (1984) - Too Young to Fall in Love (1984) - Smokin' in the Boys Room (1985) - Home Sweet Home (1985) - Girls, Girls, Girls (1987) - Wild Side (1987) - You're All I Need (1987) - Dr. Feelgood (1989) - Kickstart My Heart (1989) - Without You (1990) - Don't Go Away Mad (Just Go Away) (1990) - Same Ol' Situation (S.O.S.) (1990) - Primal Scream (1991) - Home Sweet Home '91 (1991) - Anarchy in the U.K. (19991) - Hooligan's Holiday (1994) - Misunderstood (1994) - Afraid (1997) - Beauty (1997) - Bitter Pill (1998) - Teaser (1999) - Hell on High Heels (2001) - New Tattoo (2001) - If I Die Tomorrow (2004) - Sick Love Song (2005) - Saints of Los Angeles (2008) - Mutherfucker of the Year (2008) - White Trash Circus (2009) - Sex (2012) - All Bad Things (2015) |

## Мотлей Кру в България
- 2 юли 2009 – Каварна